# Pioneer Venus

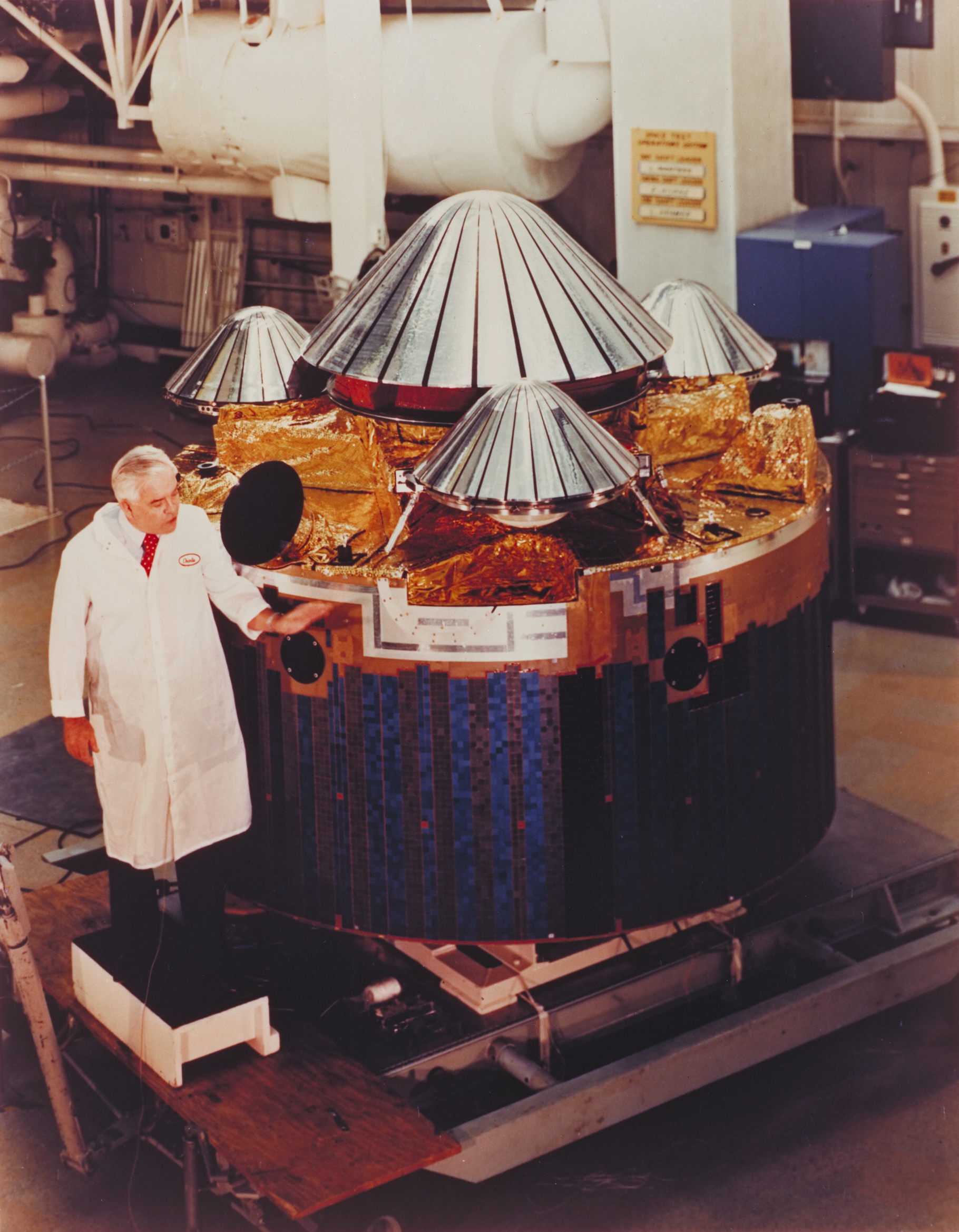
December 1976: Charles Hall inspecteert de Pioneer Venus 2

De Pioneer Venus was een Amerikaanse onbemande ruimtemissie naar Venus uit 1978. Deze missie bestond uit twee sondes. De Pioneer Venus 1 bracht met radar Venus in kaart, observeerde de zonnewind in de omgeving van de planeet en onderzocht de kenmerken van de bovenste atmosfeerlagen en ionosfeer. De ander, Pioneer Venus 2, verbrandde in de atmosfeer maar ontkoppelde tevoren enige verkenners (één grote en drie kleinere) die de atmosfeer bestudeerden alvorens op Venus neer te storten.
De Pioneer Venus 1 werd gelanceerd op 20 mei 1978 en bereikte op 4 december 1978 een omloopbaan rond Venus. Hij verbrandde na veertien jaar in de Venusiaanse atmosfeer kort nadat op 8 oktober 1992 het radiocontact verloren ging. De ander, Pioneer Venus 2, werd gelanceerd op 8 augustus 1978. Zijn afgeschoten verkenners bereikten Venus op 9 december 1978 en zonden gegevens uit de onderste atmosfeerlagen door. Het moederschip verzond gegevens over de bovenste lagen van de Venusiaanse atmosfeer, alvorens te verbranden.
Beide vluchten slaagden. Tegen de verwachting in overleefden twee atmosferische sondes hun harde landing op Venus; bovendien werd de verwachte levensduur van het ruimtevaartuig dat om Venus cirkelde ruimschoots overschreden.

## Geschiedenis en krimpende budgetten
De leiding van het project was in handen van Charles Hall, die in 1962 het Pioneer Project Office oprichtte. Niet alleen maakte zijn afdeling goede sier met Pioneer 10 en 11; naast aansprekende wetenschappelijke resultaten toonde hij zich tevens een strenge boekhouder. Om de kosten in de hand te houden maakten zowel Pioneer Venus 1 als Pioneer Venus 2 gebruik van hetzelfde ontwerp voor het moederschip.  Het Pioneer Venus project kende vooral door zijn bemoeienis geen kostenoverschrijdingen en werd gerealiseerd binnen het toegekende budget. De ontwikkelingskosten voor de vier Pioneer Venus 2 atmosferische sondes bedroegen 83 miljoen dollar. Voor de bouw van de Pioneer Venus 1 (inclusief volgen gedurende 10 jaar) was 125 miljoen dollar nodig.
Begin jaren 80 presenteerde Hall NASA plannen voor toekomstige verkenningsvluchten naar zowel binnen- als buitenplaneten, waaronder Pioneer-missies naar Saturnus, Uranus en Neptunus. Onder het motto "faster, better, cheaper" paste NASA zich aan de tijdgeest aan en koos voor goedkopere missies.
De opvolger van Pioneer Venus, de Magellan-sonde, mocht evenmin te duur uitvallen. Daarom sneed NASA flink in de kosten door hiervoor overbodige onderdelen uit de Viking-, Voyager-, Mariner-, Skylab-, Galileo-, Ulysses- en Space Shuttle-programma's te gebruiken.   
0 · 1 · 2 · 3 · 4 · P-3 · 5 · P-30 · P-31 · 6, 7, 8 en 9 · 10 · 11 · Venus 1 · Venus 2